# Майке
Ма́йке Ро́ша де Оливе́йра (порт.-браз. Mayke Rocha de Oliveira; родился 10 ноября 1992 года в Каранголе, штат Минас-Жерайс) — бразильский футболист, защитник клуба «Палмейрас».

## Биография
Майке — воспитанник клуба «Крузейро». 6 июня 2013 года в матче против «Коринтианс» он дебютировал в бразильской Серии A. 17 августа в поединке против «Витории» он забил свой первый гол за «Крузейро». В своём первом сезоне он стал Майке выиграл чемпионат, а через год повторил данное достижение.
В 2020 году выиграл с «Палмейрасом» чемпионат штата Сан-Паулу и Кубок Бразилии. В розыгрыше Кубка Либертадорес 2020 сыграл в четырёх матчах. Вместе с командой стал победителем турнира. В Кубке Либертадорес 2021 Майке вновь сыграл в четырёх матчах, и его команда также стала победителем турнира.

## Достижения
- Чемпион штата Сан-Паулу (1): 2020
- Чемпион штата Минас-Жерайс (1): 2014
- Чемпион Бразилии (3): 2013, 2014, 2018
- Чемпион Кубка Бразилии (2): 2017, 2020
- Финалист Кубка Бразилии (1): 2014
- Обладатель Кубка Либертадорес (2): 2020, 2021